# 郭贊
郭贊，CBE，JP，KStJ（1904年10月—1967年6月17日），廣東三水人，生於香港。富商郭少流次子。

## 生平
1950年至1957年任香港市政局非官守議員。1953年至1962年任香港立法局非官守議員，及署任行政局非官守議員。1941年獲委任為太平紳士。1953年獲頒OBE勳銜。1955年獲法國榮譽勳銜。1957年晉聖約翰勳銜第三級。1961年晉聖約翰爵士第二級。1962年晉CBE勳銜，並獲英國皇家救生會聯邦最高十字勳章。